# Costa Otranto - Santa Maria di Leuca
Costa Otranto - Santa Maria di Leuca este o arie protejată (arie specială de conservare — SAC, sit de importanță comunitară — SCI) din Italia întinsă pe o suprafață de 6.093 ha, din care 69 % marine.

## Localizare
Centrul sitului Costa Otranto - Santa Maria di Leuca este situat la coordonatele 40°05′25″N 18°29′39″E / 40.0903°N 18.4942°E.

## Înființare
Situl Costa Otranto - Santa Maria di Leuca a fost declarat sit de importanță comunitară în iunie 1995 pentru a proteja 1 specie de plante și 17 specii de animale. Situl a fost protejat și ca arie specială de conservare în martie 2018.

## Biodiversitate
Situată în ecoregiunea mediteraneană, aria protejată conține 10 habitate naturale: Pante stâncoase calcaroase cu vegetație casmofită, Straturi cu Posidonia (Posidonion oceanicae), Pseudostepă cu ierburi și specii anuale de Thero-Brachypodietea, Tufărișuri termo-mediteraneene și de pre-deșert, Faleze cu vegetație de Limonium spp. endemic de pe coastele mediteraneene, Iazuri temporare mediteraneene, Peșteri inaccesibile publicului, Peșteri marine scufundate complet sau parțial, Recifuri, Pășuni mediteraneene udate de apa mării (Juncetalia maritimi).
La baza desemnării sitului se află mai multe specii protejate:
- plante (1): Stipa austroitalica
- păsări (12): ciocârlie-cu-degete-scurte (Calandrella brachydactyla), Calonectris diomedea, erete de stuf (Circus aeruginosus), erete vânăt (Circus cyaneus), erete alb (Circus macrourus), erete cenușiu (Circus pygargus), porumbel (Columba livia), Falco eleonorae, șoim călător (Falco peregrinus), ciocârlie de bărăgan (Melanocorypha calandra), mierlă albastră (Monticola solitarius), spârcaci (Tetrax tetrax)
- mamifere (3): liliac cu aripi lungi (Miniopterus schreibersii), foca-călugăr (Monachus monachus), liliac cu picioare lungi (Myotis capaccinii)
- reptile (2): șarpele cu patru dungi (Elaphe quatuorlineata), elaphe situla (Zamenis situla)

Pe lângă speciile protejate, pe teritoriul sitului au mai fost identificate 43 de specii de plante, 3 specii de mamifere, 4 specii de nevertebrate, 3 specii de reptile.